# Raiivka, Radomîșl
Raiivka (în ucraineană Раївка) este un sat în comuna Rakovîci din raionul Radomîșl, regiunea Jîtomîr, Ucraina.

## Demografie
Componența lingvistică a localității Raiivka
     Ucraineană (98,81%)
     Rusă (1,19%)
Conform recensământului din 2001, majoritatea populației localității Raiivka era vorbitoare de ucraineană (98,81%), existând în minoritate și vorbitori de rusă (1,19%).